# Esch-sur-Sûre
Esch-sur-Sûre (lussemburghese e tedesco: Esch-Sauer) è un comune del Lussemburgo nord-occidentale. Si trova nel cantone di Wiltz, nel distretto di Diekirch.
Il 1º gennaio 2012 il comune di Esch-sur-Sûre si è fuso con il comune di Heiderscheid e Neunhausen. A seguito della fusione il capoluogo è stato spostato ad Eschdorf. Il territorio è passato da 6,76 km² a 51,25 km².
Nel 2021, il villaggio di Esch-sur-Sûre, capoluogo fino al 2012, che si trova nella parte settentrionale del suo territorio, aveva una popolazione di 405 abitanti.

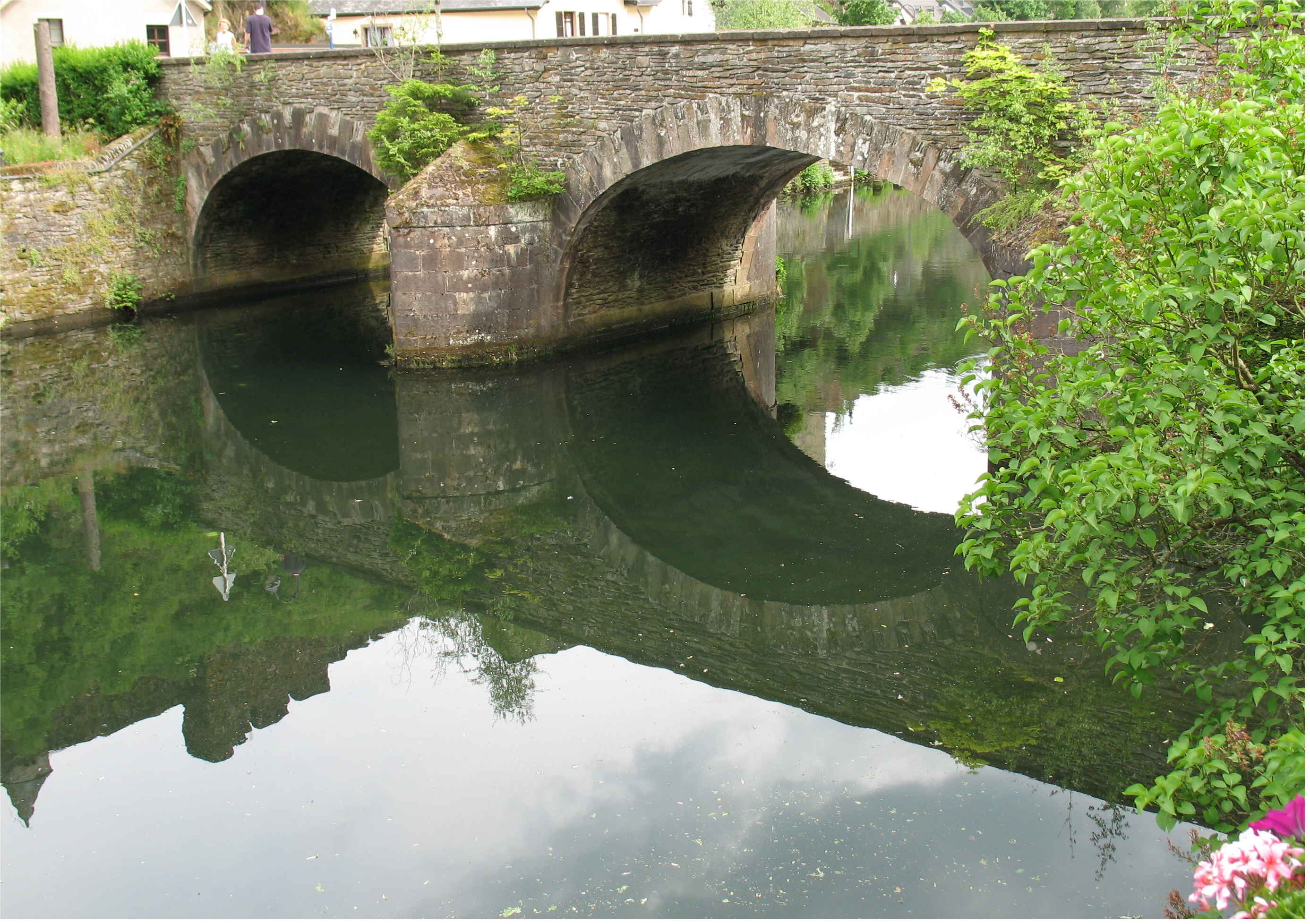
Il ponte sul Sauer

Il comune si trova sul fiume Sûre (o Sauer), a est e a valle del lago artificiale lago della Haute-Sûre. Il castello che domina il paese si trova su un promontorio che si affaccia su uno stretto meandro del fiume.
Il suffisso del nome lo distingue da Esch-sur-Alzette, che spesso viene chiamato solo Esch.
Nei dintorni della città è stata realizzata una diga che forma un bacino idroelettrico che si estende per dieci chilometri nella valle. La diga è stata costruita negli anni sessanta del XX secolo per dare una risposta al fabbisogno di acqua potabile del Paese.

## Geografia antropica

### Frazioni
- Bonnal
- Bourgfried
- Dirbach
- Eschdorf (capoluogo)
- Esch-sur-Sûre
- Heiderscheid
- Heiderscheidergrund
- Hierheck
- Insenborn
- Lultzhausen
- Merscheid
- Neunhausen
- Ringel
- Tadler